# Rosendalen (Bulgarien)
Rosendalen (bulgarsk: Розова долина, Rozova dolina) er en region i Bulgarien, der ligger lige syd for Balkanbjergene og den østlige del af Sredna Gora. Geologisk set består den af to floddale, i vesten af Stryama og i øst af Tundzha.
Kazanlaks Rosendal er 10-12 kilometer bred og ca. 95 kilometer lang, med en gennemsnitshøjde på 350 meter og et areal på 1895 kvadratkilometer.
Kalofer Rosendalen dækker et areal på 1387 kvadratkilometer, er 55 kilometer lang og 16 kilometer bred.
Dalen er berømt for dens rosendyrkningsindustri, der har eksisteret i flere hundrede år, og som producerer ca. halvdelen (1.7 ton) er verdensproduktionen af rosenolie. Kazanlak er centrum for roseolieindustrien. Andre vigtige byer er Karlovo, Sopot, Kalofer og Pavel banya. Hvert år afholdes festivaler for at fejre roserne og rosenolie. Firmaer i sundheds- og skønhedsindustrien har slået sig ned i denne region og bygget deres hovedkvarter her.
Høstsæsonen ligger fra maj til juni. I denne periode har området en behagelig lugt, og er dækket af blomster. Indsamlingen, traditionelt et kvindearbejde, kræver stor behændighed og tålmodighed. Blomsterne lægges enkeltvis i kurve der så sendes til destillerier. Det er et populært turistmål i Bulgarien, med arrangementer omkring Kazanlak.
September 2014 godkendte EU-Kommissionen bulgarsk rosenolie («Bulgarsko rozovo maslo») som et beskyttet geografisk varemærke.
Rose Valley Glacier på Livingston Island på Sydshetlandsøerne, Antarktis er opkaldt efter Rosendalen.

## Eksterne links
42°37′N 25°24′Ø / 42.617°N 25.400°Ø